# Llista d'asteroides/156801-156900
| Nom          | Designació provisional | Data de descobriment | Lloc de descobriment | Descobridor/s  |
| ------------ | ---------------------- | -------------------- | -------------------- | -------------- |
| 156801 -     | 2003 BW20              | 27 de gener de 2003  | Haleakala            | NEAT           |
| 156802 -     | 2003 BL25              | 25 de gener de 2003  | Palomar              | NEAT           |
| 156803 -     | 2003 BY26              | 26 de gener de 2003  | Anderson Mesa        | LONEOS         |
| 156804 -     | 2003 BB36              | 26 de gener de 2003  | Kitt Peak            | Spacewatch     |
| 156805 -     | 2003 BJ40              | 27 de gener de 2003  | Haleakala            | NEAT           |
| 156806 -     | 2003 BR43              | 27 de gener de 2003  | Socorro              | LINEAR         |
| 156807 -     | 2003 BG44              | 27 de gener de 2003  | Socorro              | LINEAR         |
| 156808 -     | 2003 BK44              | 27 de gener de 2003  | Socorro              | LINEAR         |
| 156809 -     | 2003 BG46              | 27 de gener de 2003  | Socorro              | LINEAR         |
| 156810 -     | 2003 BP49              | 27 de gener de 2003  | Anderson Mesa        | LONEOS         |
| 156811 -     | 2003 BS50              | 27 de gener de 2003  | Socorro              | LINEAR         |
| 156812 -     | 2003 BM51              | 27 de gener de 2003  | Socorro              | LINEAR         |
| 156813 -     | 2003 BY51              | 27 de gener de 2003  | Socorro              | LINEAR         |
| 156814 -     | 2003 BC52              | 27 de gener de 2003  | Socorro              | LINEAR         |
| 156815 -     | 2003 BJ52              | 27 de gener de 2003  | Socorro              | LINEAR         |
| 156816 -     | 2003 BQ52              | 27 de gener de 2003  | Socorro              | LINEAR         |
| 156817 -     | 2003 BV54              | 27 de gener de 2003  | Palomar              | NEAT           |
| 156818 -     | 2003 BZ54              | 27 de gener de 2003  | Palomar              | NEAT           |
| 156819 -     | 2003 BR56              | 30 de gener de 2003  | Anderson Mesa        | LONEOS         |
| 156820 -     | 2003 BK57              | 27 de gener de 2003  | Palomar              | NEAT           |
| 156821 -     | 2003 BM57              | 27 de gener de 2003  | Socorro              | LINEAR         |
| 156822 -     | 2003 BT60              | 27 de gener de 2003  | Palomar              | NEAT           |
| 156823 -     | 2003 BV60              | 27 de gener de 2003  | Palomar              | NEAT           |
| 156824 -     | 2003 BX61              | 28 de gener de 2003  | Kitt Peak            | Spacewatch     |
| 156825 -     | 2003 BB65              | 30 de gener de 2003  | Anderson Mesa        | LONEOS         |
| 156826 -     | 2003 BE65              | 30 de gener de 2003  | Kitt Peak            | Spacewatch     |
| 156827 -     | 2003 BH66              | 30 de gener de 2003  | Anderson Mesa        | LONEOS         |
| 156828 -     | 2003 BQ71              | 28 de gener de 2003  | Socorro              | LINEAR         |
| 156829 -     | 2003 BO72              | 28 de gener de 2003  | Socorro              | LINEAR         |
| 156830 -     | 2003 BA80              | 31 de gener de 2003  | Socorro              | LINEAR         |
| 156831 -     | 2003 BX80              | 30 de gener de 2003  | Anderson Mesa        | LONEOS         |
| 156832 -     | 2003 BS84              | 30 de gener de 2003  | Haleakala            | NEAT           |
| 156833 -     | 2003 BT86              | 26 de gener de 2003  | Anderson Mesa        | LONEOS         |
| 156834 -     | 2003 BC88              | 27 de gener de 2003  | Socorro              | LINEAR         |
| 156835 -     | 2003 BF92              | 27 de gener de 2003  | Socorro              | LINEAR         |
| 156836 -     | 2003 CS                | 1 de febrer de 2003  | Socorro              | LINEAR         |
| 156837 -     | 2003 CV1               | 1 de febrer de 2003  | Socorro              | LINEAR         |
| 156838 -     | 2003 CW1               | 1 de febrer de 2003  | Socorro              | LINEAR         |
| 156839 -     | 2003 CD3               | 2 de febrer de 2003  | Socorro              | LINEAR         |
| 156840 -     | 2003 CC5               | 1 de febrer de 2003  | Socorro              | LINEAR         |
| 156841 -     | 2003 CZ6               | 1 de febrer de 2003  | Socorro              | LINEAR         |
| 156842 -     | 2003 CA7               | 1 de febrer de 2003  | Socorro              | LINEAR         |
| 156843 -     | 2003 CN7               | 1 de febrer de 2003  | Socorro              | LINEAR         |
| 156844 -     | 2003 CS7               | 1 de febrer de 2003  | Socorro              | LINEAR         |
| 156845 -     | 2003 CR8               | 1 de febrer de 2003  | Haleakala            | NEAT           |
| 156846 -     | 2003 CU11              | 1 de febrer de 2003  | Socorro              | LINEAR         |
| 156847 -     | 2003 CA13              | 2 de febrer de 2003  | Socorro              | LINEAR         |
| 156848 -     | 2003 CJ13              | 4 de febrer de 2003  | Kitt Peak            | Spacewatch     |
| 156849 -     | 2003 CB14              | 6 de febrer de 2003  | Kitt Peak            | Spacewatch     |
| 156850 -     | 2003 CM15              | 4 de febrer de 2003  | Haleakala            | NEAT           |
| 156851 -     | 2003 CY15              | 4 de febrer de 2003  | Socorro              | LINEAR         |
| 156852 -     | 2003 CQ16              | 8 de febrer de 2003  | Haleakala            | NEAT           |
| 156853 -     | 2003 CD17              | 7 de febrer de 2003  | Desert Eagle         | W. K. Y. Yeung |
| 156854 -     | 2003 CF18              | 8 de febrer de 2003  | Socorro              | LINEAR         |
| 156855 -     | 2003 CN19              | 10 de febrer de 2003 | Needville            | Needville      |
| 156856 -     | 2003 CZ19              | 9 de febrer de 2003  | Palomar              | NEAT           |
| 156857 -     | 2003 CR21              | 1 de febrer de 2003  | Kitt Peak            | Spacewatch     |
| 156858 -     | 2003 DN3               | 22 de febrer de 2003 | Palomar              | NEAT           |
| 156859 -     | 2003 DS5               | 19 de febrer de 2003 | Palomar              | NEAT           |
| 156860 -     | 2003 DG8               | 22 de febrer de 2003 | Palomar              | NEAT           |
| 156861 -     | 2003 DO8               | 22 de febrer de 2003 | Palomar              | NEAT           |
| 156862 -     | 2003 DF9               | 24 de febrer de 2003 | Campo Imperatore     | CINEOS         |
| 156863 -     | 2003 DN11              | 25 de febrer de 2003 | Haleakala            | NEAT           |
| 156864 -     | 2003 DX12              | 26 de febrer de 2003 | Campo Imperatore     | CINEOS         |
| 156865 -     | 2003 DQ13              | 23 de febrer de 2003 | Haleakala            | NEAT           |
| 156866 -     | 2003 DB15              | 26 de febrer de 2003 | Črni Vrh             | Črni Vrh       |
| 156867 -     | 2003 DD16              | 27 de febrer de 2003 | Kleť                 | Kleť           |
| 156868 -     | 2003 DK16              | 19 de febrer de 2003 | Palomar              | NEAT           |
| 156869 -     | 2003 DS17              | 23 de febrer de 2003 | Goodricke-Pigott     | J. W. Kessel   |
| 156870 -     | 2003 DU18              | 21 de febrer de 2003 | Palomar              | NEAT           |
| 156871 -     | 2003 DF19              | 21 de febrer de 2003 | Palomar              | NEAT           |
| 156872 -     | 2003 DS19              | 22 de febrer de 2003 | Palomar              | NEAT           |
| 156873 -     | 2003 DF20              | 22 de febrer de 2003 | Palomar              | NEAT           |
| 156874 -     | 2003 DG20              | 22 de febrer de 2003 | Palomar              | NEAT           |
| 156875 -     | 2003 DT20              | 22 de febrer de 2003 | Palomar              | NEAT           |
| 156876 -     | 2003 DW20              | 22 de febrer de 2003 | Palomar              | NEAT           |
| 156877 -     | 2003 DZ21              | 28 de febrer de 2003 | Socorro              | LINEAR         |
| 156878 -     | 2003 EF1               | 5 de març de 2003    | Socorro              | LINEAR         |
| 156879 Eloïs | 2003 EQ1               | 4 de març de 2003    | Saint-Véran          | Saint-Véran    |
| 156880 -     | 2003 ES1               | 4 de març de 2003    | Saint-Véran          | Saint-Véran    |
| 156881 -     | 2003 EK2               | 5 de març de 2003    | Socorro              | LINEAR         |
| 156882 -     | 2003 EH3               | 6 de març de 2003    | Socorro              | LINEAR         |
| 156883 -     | 2003 EG4               | 6 de març de 2003    | Desert Eagle         | W. K. Y. Yeung |
| 156884 -     | 2003 EE9               | 6 de març de 2003    | Socorro              | LINEAR         |
| 156885 -     | 2003 EL9               | 6 de març de 2003    | Anderson Mesa        | LONEOS         |
| 156886 -     | 2003 EW11              | 6 de març de 2003    | Socorro              | LINEAR         |
| 156887 -     | 2003 EO13              | 6 de març de 2003    | Palomar              | NEAT           |
| 156888 -     | 2003 EN15              | 7 de març de 2003    | Socorro              | LINEAR         |
| 156889 -     | 2003 EH20              | 6 de març de 2003    | Anderson Mesa        | LONEOS         |
| 156890 -     | 2003 ES21              | 6 de març de 2003    | Socorro              | LINEAR         |
| 156891 -     | 2003 EY21              | 6 de març de 2003    | Socorro              | LINEAR         |
| 156892 -     | 2003 EK22              | 6 de març de 2003    | Socorro              | LINEAR         |
| 156893 -     | 2003 EL22              | 6 de març de 2003    | Socorro              | LINEAR         |
| 156894 -     | 2003 ED24              | 6 de març de 2003    | Socorro              | LINEAR         |
| 156895 -     | 2003 EX24              | 6 de març de 2003    | Anderson Mesa        | LONEOS         |
| 156896 -     | 2003 EN26              | 6 de març de 2003    | Anderson Mesa        | LONEOS         |
| 156897 -     | 2003 EY26              | 6 de març de 2003    | Anderson Mesa        | LONEOS         |
| 156898 -     | 2003 EX29              | 6 de març de 2003    | Palomar              | NEAT           |
| 156899 -     | 2003 EK30              | 6 de març de 2003    | Palomar              | NEAT           |
| 156900 -     | 2003 EN30              | 6 de març de 2003    | Palomar              | NEAT           |